# Уролофы
Уролофы, или  веслохвосты, или короткохвостые хвостоколы (лат. Urolophus) — род семейства короткохвостых хвостоколов отряда хвостоколообразных. Эти скаты обитают в основном в западной части Тихого океана и в Индийском океане, хотя несколько видов населяют тихоокеанские прибрежные воды Мексики. Название рода происходит от слов греч. οὐρά — «хвост» и др.-греч. λόφος — «гребень». 
Грудные плавники уролофов срастаются с головой, образуя округлый диск. Сравнительно короткий хвост оканчивается хвостовым плавником. На хвостовом стебле имеется зазубренный шип. В отличие от тригоноптеров ноздри уролофов не имеют увеличенных долей во внешних выступах, но могут образовывать небольшую шишку. Максимальная зарегистрированная длина 52 см.
Впервые род был научно описан в 1837 году. В 1816 году был описан род Raia (Leiobatus), синоним уролофов, однако, хотя он и был создан раньше, к нему не было отнесено ни одного вида, поэтому он был признан недействительным. Окаменелые остатки уролофов принадлежат эпохе эоцена (56—34 млн лет назад).

## Классификация
- Urolophus armatus J. P. Müller & Henle, 1841
- Urolophus aurantiacus J. P. Müller & Henle, 1841 — Оранжево-красный веслохвост
- Urolophus bucculentus W. J. Macleay, 1884
- Urolophus circularis McKay, 1966
- Urolophus cruciatus Lacépède, 1804 — Полосатый уролоф, или полосатый короткохвостый хвостокол
- Urolophus deforgesi Séret & Last, 2003
- Urolophus expansus McCulloch, 1916 — Широкий уролоф
- Urolophus flavomosaicus Last & M. F. Gomon, 1987
- Urolophus gigas T. D. Scott, 1954
- Urolophus halleri J. G. Cooper, 1863
- Urolophus javanicus E. von Martens, 1864
- Urolophus kaianus Günther, 1880
- Urolophus kapalensis Yearsley & Last, 2006
- Urolophus lobatus McKay, 1966
- Urolophus maculatus Garman, 1913
- Urolophus mitosis Last & M. F. Gomon, 1987
- Urolophus neocaledoniensis — Séret & Last, 2003
- Urolophus orarius Last & M. F. Gomon, 1987
- Urolophus papilio Séret & Last, 2003
- Urolophus paucimaculatus J. M. Dixon, 1969
- Urolophus piperatus Séret & Last, 2003
- Urolophus sufflavus Whitley, 1929
- Urolophus viridis McCulloch, 1916
- Urolophus westraliensis Last & M. F. Gomon, 1987